# MSX-SYSTEMII

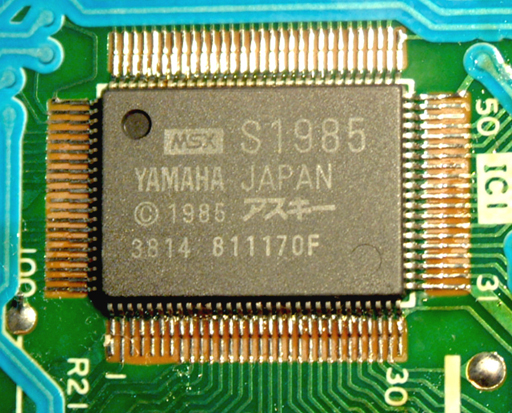
MSX-SYSTEMII

MSX-SYSTEMIIとは、ホームコンピューターとして製品化されたMSX2以降の用途向けに設計されたカスタムチップの名称である。ヤマハが製造を担当した。
CPUやVDPは内蔵していない。

## 特徴
- S1985(YM3814[1])  MSX-SYSTEMII
  - PSG（AY-3-8910相当）、その他各種ポートやインターフェース等、MSXを構成するのに必要な周辺回路をワンチップ化。
  - メモリマッパー制御回路により512KBまでのメモリを接続可能
  - 16byteのバックアップRAM（SRAM）内蔵
  - リアルタイムクロック内蔵（リコー RP5C01相当）
  - DRAMインターフェイスを内蔵し、リフレッシュ方式としてRASオンリーリフレッシュおよび、ヒドゥンリフレッシュ可能
  - VDP選択信号出力
  - キーボードインターフェイス
  - SSG YM2149相当（PSG AY-3-8910A互換）およびD/Aコンバータ内蔵
  - 汎用入出力インターフェイス（ジョイスティックポート）
  - アラーム出力回路内蔵(設定時間経過後に信号出力)
  - プリンタインターフェイス（MSX非準拠の双方向プリンタモードも内蔵）
  - SiゲートCMOSプロセスによる製造
  - 5V単一電源
  - 100ピン0.65mmピッチプラスチックQFP

## 位置づけ
本チップのような統合LSIの登場により、従来は74シリーズなどを多数使用して構成しなければならなかったMSX内部の論理回路や周辺LSIがほぼワンチップに置き換えられ、安価かつ小型にMSX2相当の機能が実現出来るようになった。なお、MSX-SYSTEMIIを使わないとMSX2以降を構成出来ないわけではなく、FS-5500のように旧来のチップであるMSX-SYSTEMを使用してMSX2を構成した機種もある。